# Pokój w Nöteborgu

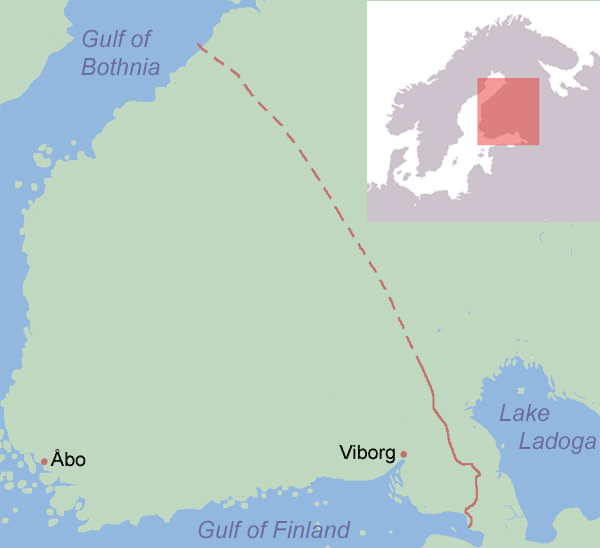
Granica ustalona w pokoju w Nöteborgu

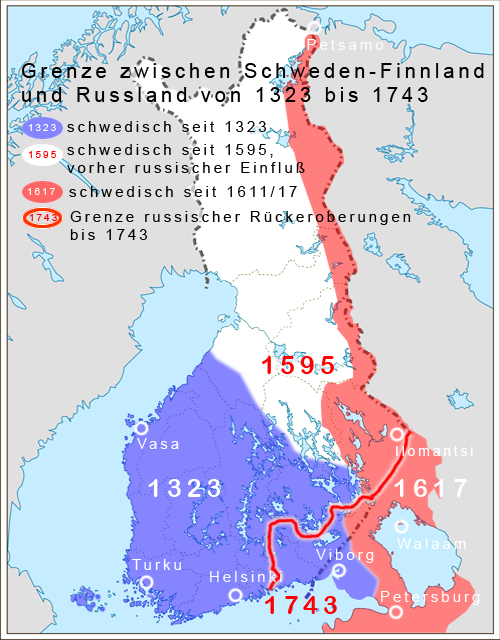
Finlandia w latach 1323-1743

Pokój w Nöteborgu, także pokój w Pähkinäsaari (fin. Pähkinäsaaren rauha; szw. Nöteborgstraktaten) – traktat zawarty w 12 sierpnia 1323 roku nad Newą w miejscowości Pähkinäsaari (szw. Nöteborg) pomiędzy Szwecją (reprezentowaną przez dawnego regenta Matsa Kettilmundssona) a Księstwem Nowogrodu, ustalający granicę pomiędzy tymi dwoma państwami. Jego zawarcie miało zakończyć długoletnie walki, które toczyły się na ziemiach zamieszkanych przez ludność fińską. W wyniku podziału większa część Karelii znalazła się pod panowaniem Nowogrodu i potwierdziło się panowanie Szwecji na terenie południowej i zachodniej Finlandii oraz w okolicach Viipuri (Wyborga). Linia podziału biegła od Przesmyku Karelskiego przez Sawonię, Ostrobotnię i kończyła się na rzece Pyhäjoki, wpadającej do Zatoki Botnickiej. Na zachód od tej granicy ludność wyznawała religię katolicką (lub się nawracała), a na wschodzie zaczęło dominować prawosławie.
Już w 1328 roku postanowienia traktatu zostały złamane, gdy fińscy osadnicy – poddani szwedzkiego króla – zaczęli się osiedlać w pobliżu obecnego miasta Oulu i Tornio.